# Liste der Monuments historiques in Champignolles (Côte-d’Or)
Die Liste der Monuments historiques in Champignolles führt die Monuments historiques in der französischen Gemeinde Champignolles auf.

## Liste der Objekte
| Bezeichnung                  | Beschreibung | Standort                              | Kennzeichnung | Schutzstatus | Datum | Bild |
| ---------------------------- | --- | ------------------------------------- | ------------- | ------------ | ----- | ---- |
| Skulptur Johannes der Täufer | Kalkstein, farbig gefasst, 16. Jahrhundert                                                                                | in der Kirche St-Jean-Baptiste (Lage) | PM21000514    | Classé       | 1931  |      |
| Ziborium                     | Silber, 1674/75, Goldschmied Jean Millet                                                                                  | in der Kirche St-Jean-Baptiste (Lage) | PM21000515    | Classé       | 1974  |      |
| Krankenziborium              | Silber, zweite Hälfte des 17. Jahrhunderts                                                                                | in der Kirche St-Jean-Baptiste (Lage) | PM21000516    | Classé       | 1974  |      |
| Kelch und Patene             | Silber, 1676/77, Goldschmied François Pidard                                                                              | in der Kirche St-Jean-Baptiste (Lage) | PM21000517    | Classé       | 1974  |      |
| Skulptur Johannes Evangelist | Kalkstein, farbig gefasst, 16. Jahrhundert                                                                                | in der Kirche St-Jean-Baptiste (Lage) | PM21000518    | Classé       | 1975  |      |
| Hauptaltar                   | Retabel und Altarbild; Holz, farbig gefasst und vergoldet, sowie Ölfarbe auf Leinwand, zweite Hälfte des 18. Jahrhunderts | in der Kirche St-Jean-Baptiste (Lage) | PM21003370    | Inscrit      | 1972  |      |